# Бой за Сан-Луис-Потоси (1863)
Бой за Сан-Луис-Потоси (исп. San Luis Potosí) произошёл 27 декабря 1863 года во время Англо-франко-испанской интервенции в Мексику.
После эвакуации республиканского правительства Бенито Хуареса из Мехико Сан-Луис-Потоси стал столицей Мексики и убежищем для либеральных сил и войск, потерпевших поражение в Пуэбле. Новая столица также стала центром закупки и распределения оружия, предназначенного для поддержки республиканских сил. Хуарес оставался в Сан-Луисе семь месяцев и пытался нормализовать функции правительства.
После занятия Мехико и создания профранцузского правительства французская армия продвигалась по центральным штатам Мексики, расширяя подконтрольную территорию. В конце декабря 1863 года новый главнокомандующий экспедиционным корпусом генерал Ашиль Базен отправил из захваченного в начале месяца Гуанахуато дивизию генерала Томаса Мехии с приказом двинуться на Сан-Луис-Потоси и установить там власть Мексиканской империи.
Наступление войск Мехии вынудило президента Хуареса и его правительство 22 декабря покинуть Сан-Луис-Потоси и направиться на север, в штат Коауила, к территории влияния генерала Сантьяго Видаурри. Гарнизон города численностью более трех тысяч человек по приказу военного министра генерала Мигеля Негрете, преувеличившего численность подходивших войск противника, также ушел по направлению к Сакатекасу, где надеялся получить подкрепление. Вместе с гарнизоном покинул Сан-Луис и его губернатор Франсиско Алькальде.
У генерала Мехии было всего 2500 бойцов и горная батарея, поэтому он действовал с большой осмотрительностью. Так как его личное влияние было значительным на этой территории, большое количество местных властей перешло на сторону империи, и 25 декабря его войска вступили в Сан-Луис-Потоси, приветствуемые сторонниками императора Максимилиана.
Военный министр генерал Мигель Негрете, получивший подкрепление в Сакатекасе и узнавший о малочисленности дивизии Мехии, предпринял попытку энергичного наступления обратно на Сан-Луис.
27 декабря республиканцы, имея около 4000 — 5000 человек и девять артиллерийских орудий, в 4 часа утра атаковали с трех направлений. В течение четырех часов в городе шли бои. «Отряду саперов удалось проникнуть в центр Сан-Луиса, но его изолированное усилие, не имевшее поддержки со стороны других колонн, позволило противнику отразить атаку». Успешная контратака кавалерии Мехии отбросила войска противника, которые отступили в величайшем беспорядке, бросив всю свою артиллерию, в том числе нарезные орудия, и все фургоны с боеприпасами. Кавалерия Мехии преследовала республиканцев на протяжении трех лиг и смогла захватить в плен 850 человек, которые согласно тогдашним правилам, были включены в ряды имперцев. Мехия потерял пятьдесят человек убитыми и шестьдесят пять ранеными.
Генерал Томас Мехия расширил власти империи на весь штат и заменил политических руководителей префектами, верными Максимилиану.